# Buczki (Zimna Wódka)
Buczki (niem. Butschek) – przysiółek wsi Zimna Wódka w Polsce, położony w województwie opolskim, w powiecie strzeleckim, w gminie Ujazd.
W latach 1975–1998 przysiółek położony był w ówczesnym woj. opolskim.